# Mile End
Mile End is een wijk in het Londense bestuurlijke gebied Tower Hamlets, in het oosten van de regio Groot-Londen.